# Dhilwan
Dhilwan é uma cidade e uma nagar panchayat no distrito de Kapurthala, no estado indiano de Punjab.

## Geografia
Dhilwan está localizada a 31° 31′ N, 75° 21′ L. Tem uma altitude média de 219 metros (718 pés).

## Demografia
Segundo o censo de 2001, Dhilwan tinha uma população de 7980 habitantes. Os indivíduos do sexo masculino constituem 52% da população e os do sexo feminino 48%. Dhilwan tem uma taxa de literacia de 68%, superior à média nacional de 59.5%: a literacia no sexo masculino é de 72% e no sexo feminino é de 63%. Em Dhilwan, 12% da população está abaixo dos 6 anos de idade.